# San Pietro in Trento
San Pietro in Trento (San Pîr in Trent in romagnolo) è una frazione del comune di Ravenna nell'omonima provincia. 
Confina con le frazioni di Roncalceci, Pilastro, Filetto, Coccolia e a Sud con la provincia di Forlì. 

Il centro abitato ha una popolazione di 539 persone, mentre nel territorio della frazione vivono 950 abitanti.

## Storia
Fino al XIX secolo la località aveva per nome «S. Pietro in Trentola». La seconda parte del nome deriva probabilmente da antiche misure agrarie (Trentula), mentre la prima parte trae origine dall'antica pieve dedicata ai santi Pietro e Paolo.

## Monumenti e luoghi d'interesse
La pieve di San Pietro in Trento (appartenente alla diocesi di Forlì), che si incontra dopo circa 3 km provenendo da Coccolia percorrendo via Taverna (strada che attraversa tutto il paese) risale al VI-VIII secolo d.C.
A tre navate, in stile bizantino, è costruita con grossi mattoni. Ad abside circolare era interamente affrescata. Minata dai tedeschi nell'ultima guerra, restano pochi frammenti degli affreschi, mentre il campanile, crollato nello scoppio, è stato rifatto negli anni sessanta.
Dal centro del paese, proseguendo sulla via Taverna verso Pilastro-Filetto, si può vedere villa Ramona, risalente alla fine del seicento o inizi del settecento, ben conservata, dall'imponente cancello in ferro battuto.
A poche centinaia di metri in linea d'aria è visibile quel che resta (parte della facciata) di villa Branzanti (ex Malagola).
Dall'altra parte del paese, al confine con la provincia di Forlì, si erge la torre Albicini (un tempo dei marchesi Albicini di Forlì) chiamata più comunemente torre Sforzesca in quanto un'antica tradizione vuole fosse costruita nel XV-XVI secolo d.C. da Caterina Sforza.